# 墨西哥—葡萄牙关系
墨西哥－葡萄牙关系是指墨西哥与葡萄牙之间的外交关系。这两个国家都是伊比利亚-美洲国家组织、经济合作与发展组织和联合国的成员国。

## 历史
墨西哥和葡萄牙的第一次正式外交接触发生在1843年，当时两国的大使在华盛顿特区会面。直到1864年10月20日，在墨西哥皇帝马克西米利安一世的领导下，两国才正式建立外交关系。1884年，墨西哥在里斯本设立了第一个外交使团;然而，1918年，由于葡萄牙拒绝承认墨西哥总统贝努斯蒂亚诺·卡兰萨的政府，该使馆被关闭。两国于1929年恢复了外交关系。1959年，两国在里斯本和墨西哥城分别设立了外交使团，并提升到大使馆的级别。
1990年1月，卡洛斯·萨利纳斯总统成为第一位访问葡萄牙的墨西哥国家元首。1991年7月，葡萄牙总理阿尼巴尔·卡瓦科·席尔瓦和总统马里奥·苏亚雷斯访问墨西哥瓜达拉哈拉，出席首届伊比利亚-美洲高峰会。2013年10月，葡萄牙总理佩德罗·帕索斯·科埃略对墨西哥进行正式国事访问，以纪念两国建交150周年。2014年6月，墨西哥总统恩里克·培尼亚·涅托对葡萄牙进行国事访问，也是为了纪念两国建交150周年。
2017年7月17日，葡萄牙总统马塞洛·雷贝洛·德索萨对墨西哥进行国事访问，涅托总统予以接见。在会议期间，两国总统同意增加葡萄牙在墨西哥的投资，并让墨西哥公司增加在葡萄牙的业务并向葡萄牙出口产品。两国领导人还同意促进旅游和鼓励双边科技合作。

## 高层互访
两国签署了若干双边协定，例如《科学和文化合作协定》(1977年);经济和贸易合作协定(1980年);旅游协定(1996年);刑事事项法律互助条约(1998年);引渡条约(1998);避免双重征税和逃税协定(1999年);促进和相互保护投资协定(1999年);《航空运输协定》(2013年);《关于在需求、减少和打击非法贩运麻醉药品和精神药物领域开展合作的协定》(2013年)。

## 双边协定
墨西哥对葡萄牙的高层访问
- 总统卡洛斯·萨利纳斯 （1990年）

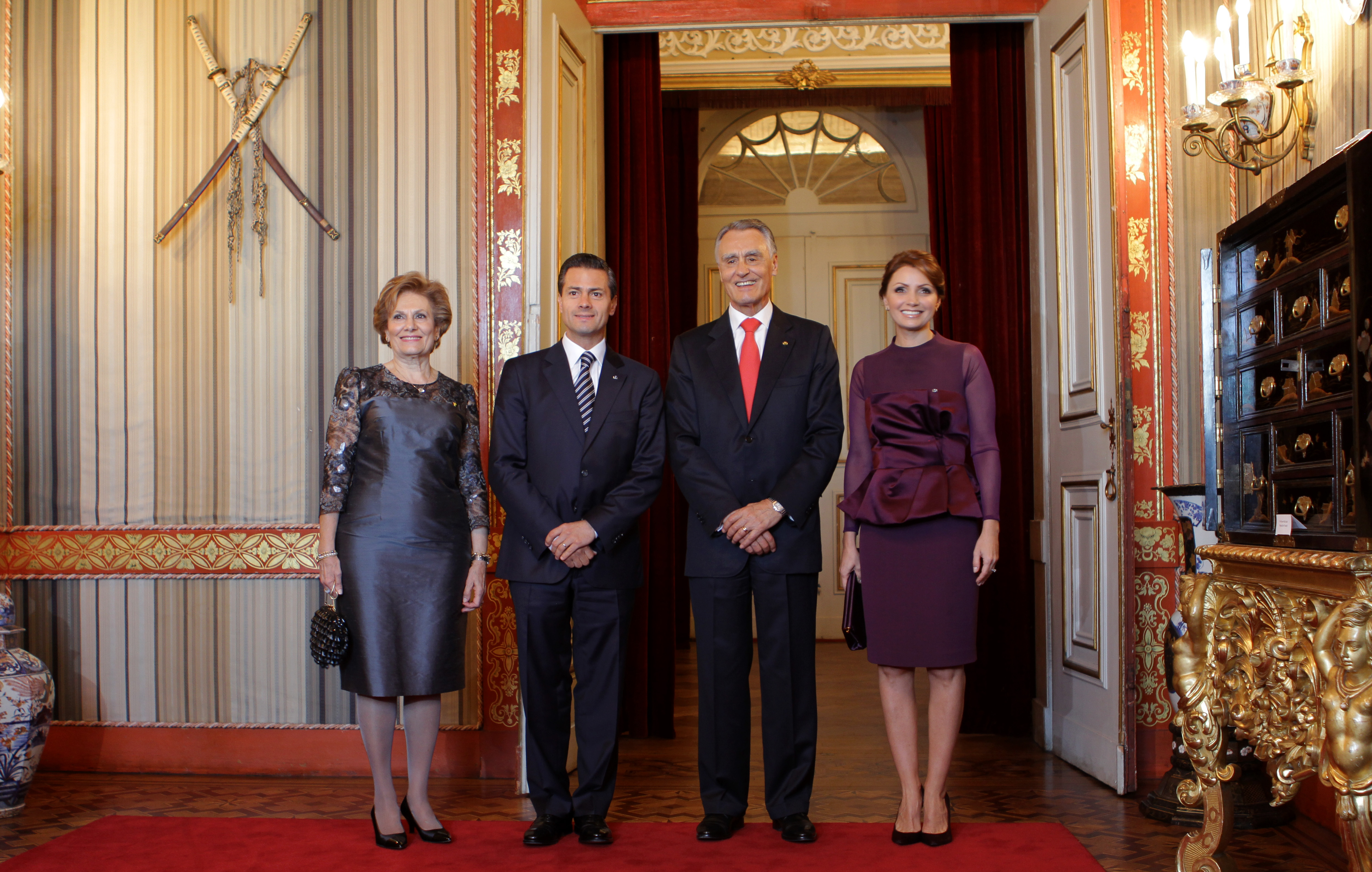
2014年墨西哥总统恩里克·培尼亚·涅托对葡萄牙进行国事访问，会见了葡萄牙总统席尔瓦

- 总统埃内斯托·柴迪洛 （1998年，2000年）
- 总统费利佩·卡尔德龙 （2009年）
- 总统恩里克·培尼亚·涅托 （2014年）

葡萄牙对墨西哥的高层访问
- 总统马里奥·苏亚雷斯 （1991年）
- 总理阿尼巴尔·卡瓦科·席尔瓦 （1991年）
- 总理安东尼奥·古特雷斯 （1996年）
- 总统桑帕约 （1999年）
- 总理佩德罗·帕索斯·科埃略（2013年）
- 总统马塞洛·雷贝洛·德索萨（2017年）
- 总理安东尼奥·科斯塔（2018年）

## 交通
坎昆国际机场和里斯本机场之间有直达航班，由奥贝特航空公司提供。

## 贸易

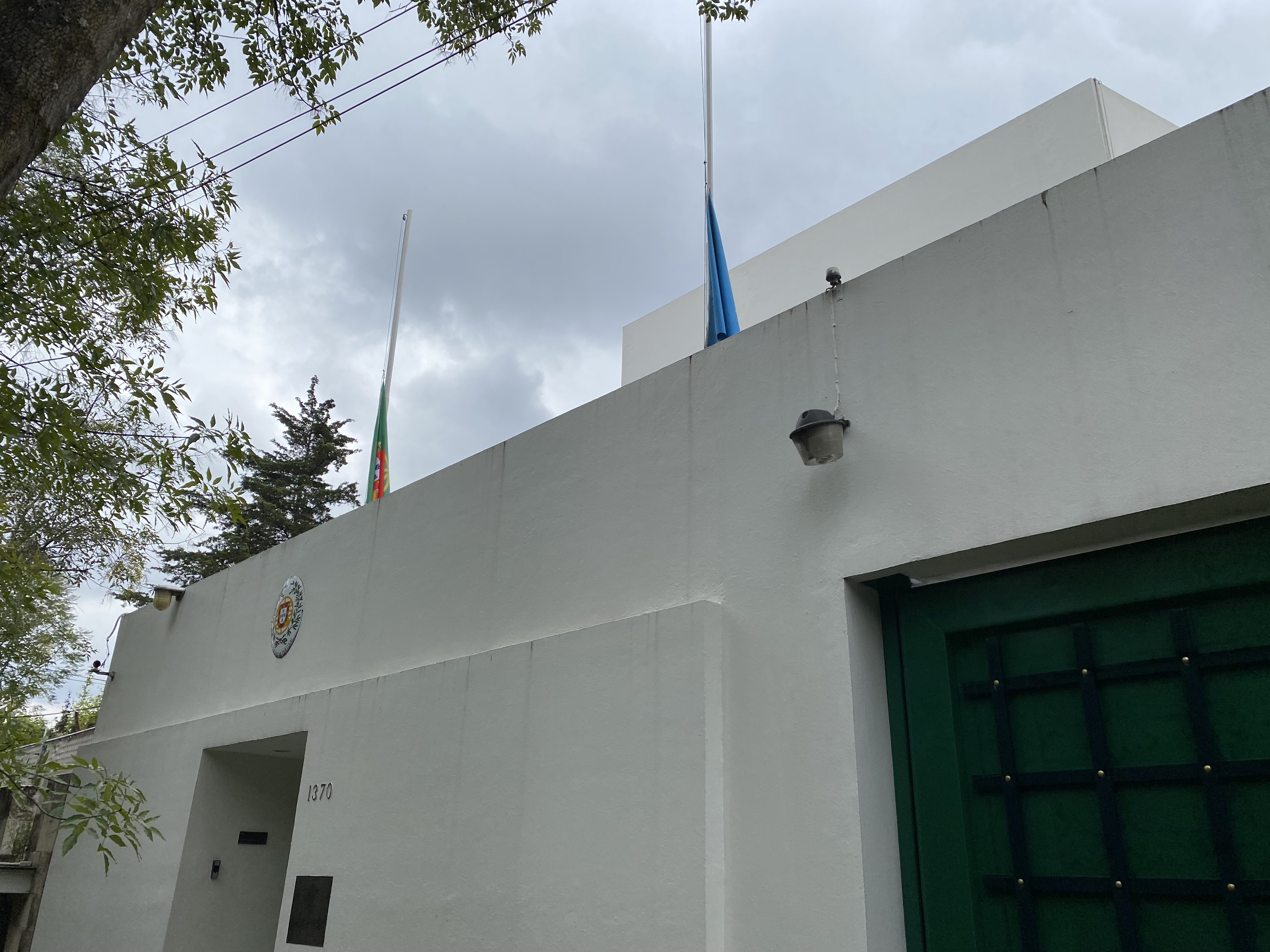
葡萄牙驻墨西哥城大使馆

1997年，墨西哥与欧盟签署了自由贸易协定，葡萄牙是欧盟成员国之一。自2000年实施自由贸易协定以来，两国之间的贸易急剧增加。2018年，两国贸易总额达到8.53亿美元。墨西哥对葡萄牙的主要出口包括:原油、汽车、鹰嘴豆和花椰菜。葡萄牙对墨西哥的主要出口包括:速度表和转速表;频闪仪;橡胶和塑料模具和电器。
在欧盟国家中，葡萄牙是墨西哥排名第14的外国直接投资来源国，在世界上排名第39个。墨西哥跨国公司Grupo Bimbo、Grupo Carso和Vitro在葡萄牙均有业务。

## 常驻外交使团
- 墨西哥在里斯本设有大使馆。[8]
- 葡萄牙在墨西哥城设有大使馆。[9]